# Lagnö säteri

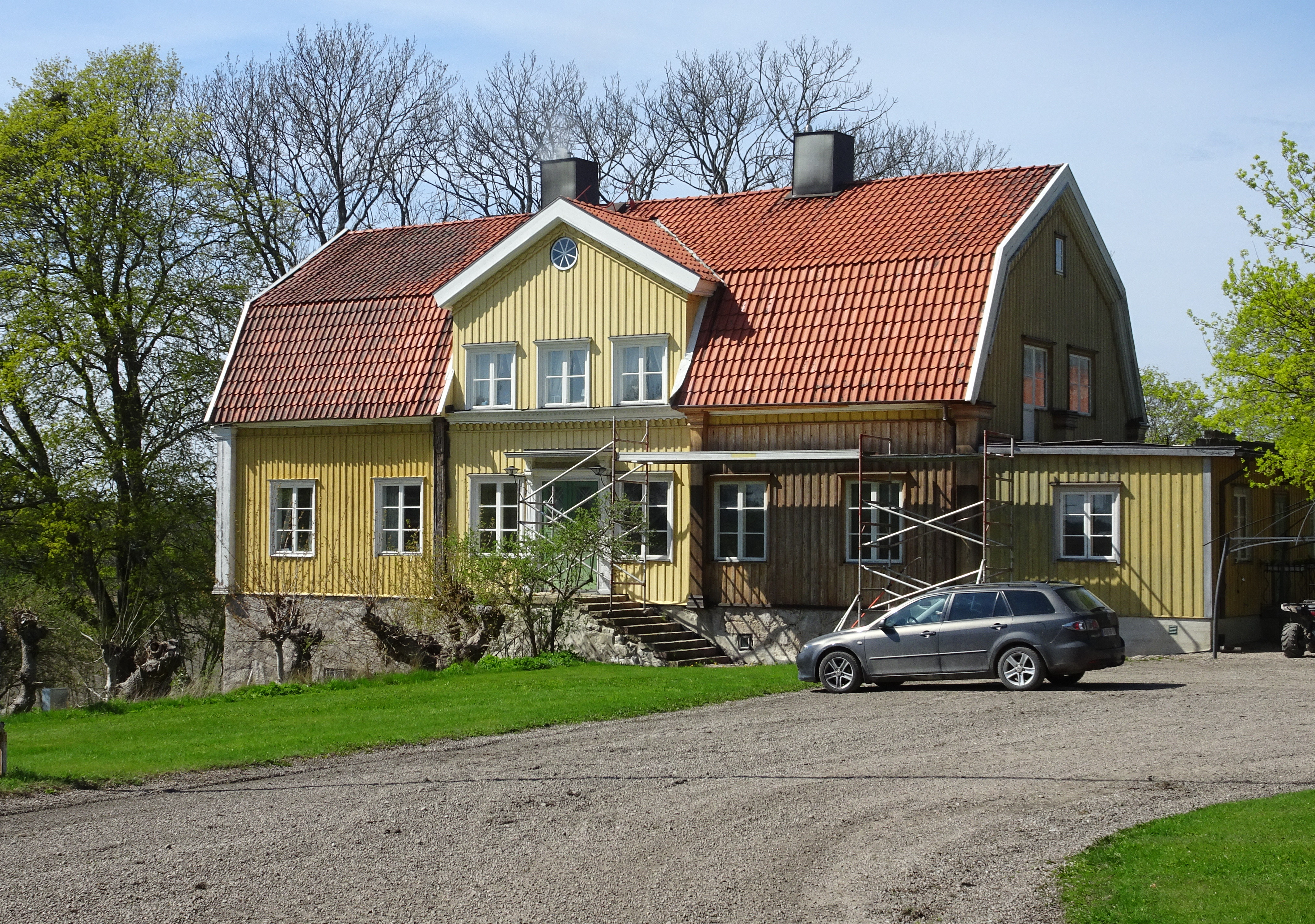
Lagnö gårds huvudbyggnad, 2018.

Lagnö säteri är en herrgård och ett tidigare säteri i Aspö socken, Strängnäs kommun, Södermanlands län. Lagnö är ett mycket gammalt gods och möjligtvis kan det ha funnits ett kloster eller ett befäst slott på platsen.

## Bebyggelsen

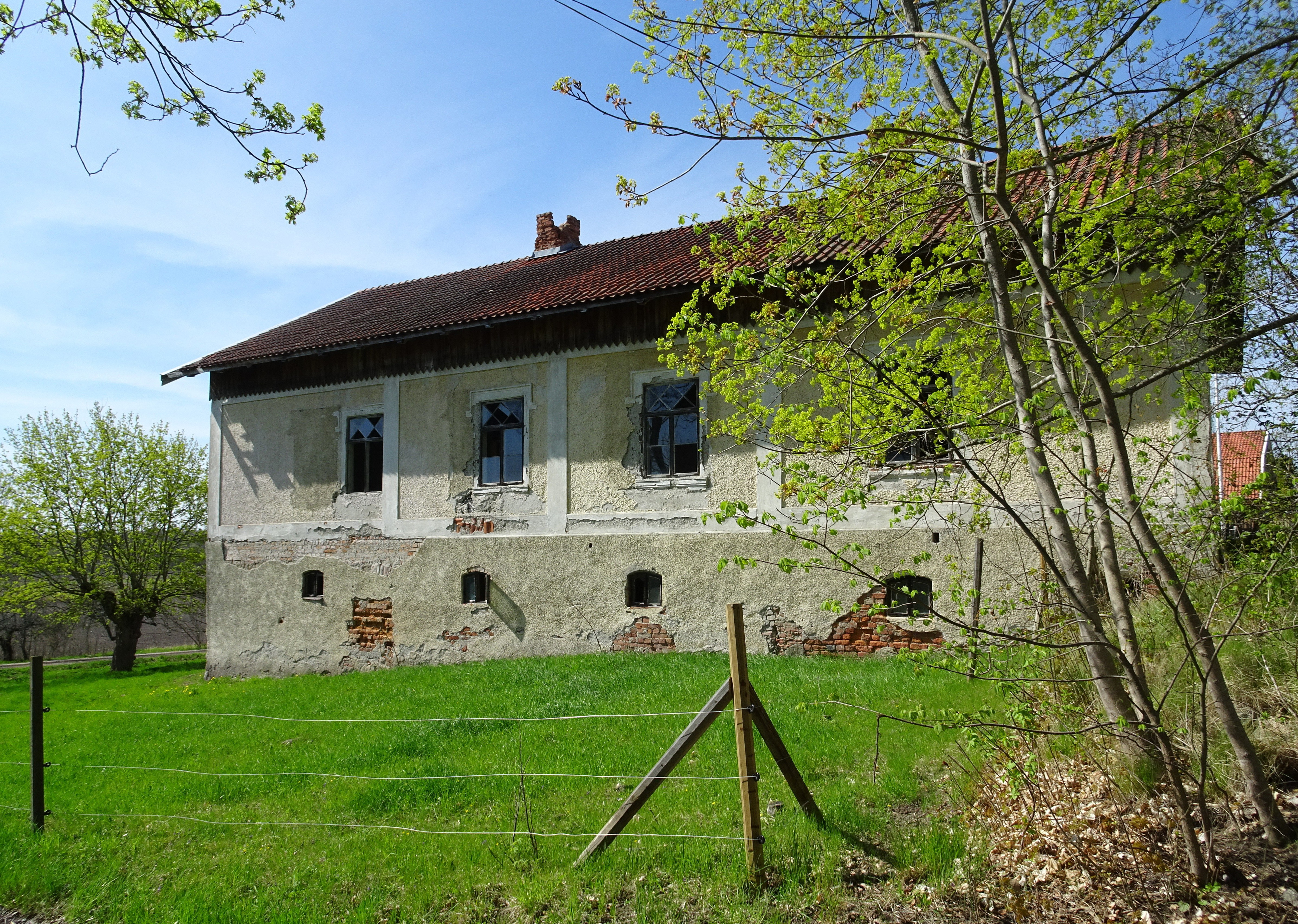
Södra flygeln, 2018.

På 1870-talet omfattade egendomen Lagnö cirka 3 000 tunnland varav omkring 1 300 tunnland åker och äng. Ungefär halva arealen utarrenderades till bönder och torpare. På ägorna fanns en väderkvarn och ett kalkbrott. 
Huvudbebyggelsen består av en norra och en södra flygel, norra flygeln begagnades som huvudbyggnad och den södra som gästbostad. På en karta från 1840-talet framgår även den gamla huvudbyggnaden som stod öster om flyglarna (litt. 1: "Gårdsplatsen till säteriet, litt 3: "Stora trädgården", litt. 4: "Lilla trädgården", litt. 5: Bränneriet, litt. 7: "Vedbacken"). Gårdens ekonomibyggnader låg vid denna tid öster om gården och bildade en ladugårdsfyrkant (litt. 106).
Norra flygeln vilar på en hög naturstenssockel och en källare utförd i ålderdomliga valv. Enligt sägnen skall källarvalven under Lagnö mangårdsbyggnad ha tillhört ett koster. Nordväst om huvudbebyggelsen låg sedan slutet av 1800-talet gårdens talrika ekonomibyggnader och stall. På 1870-talet förfogade Lagnö över 60-70 kor, 16 par oxar och sex hästar.

## Historik

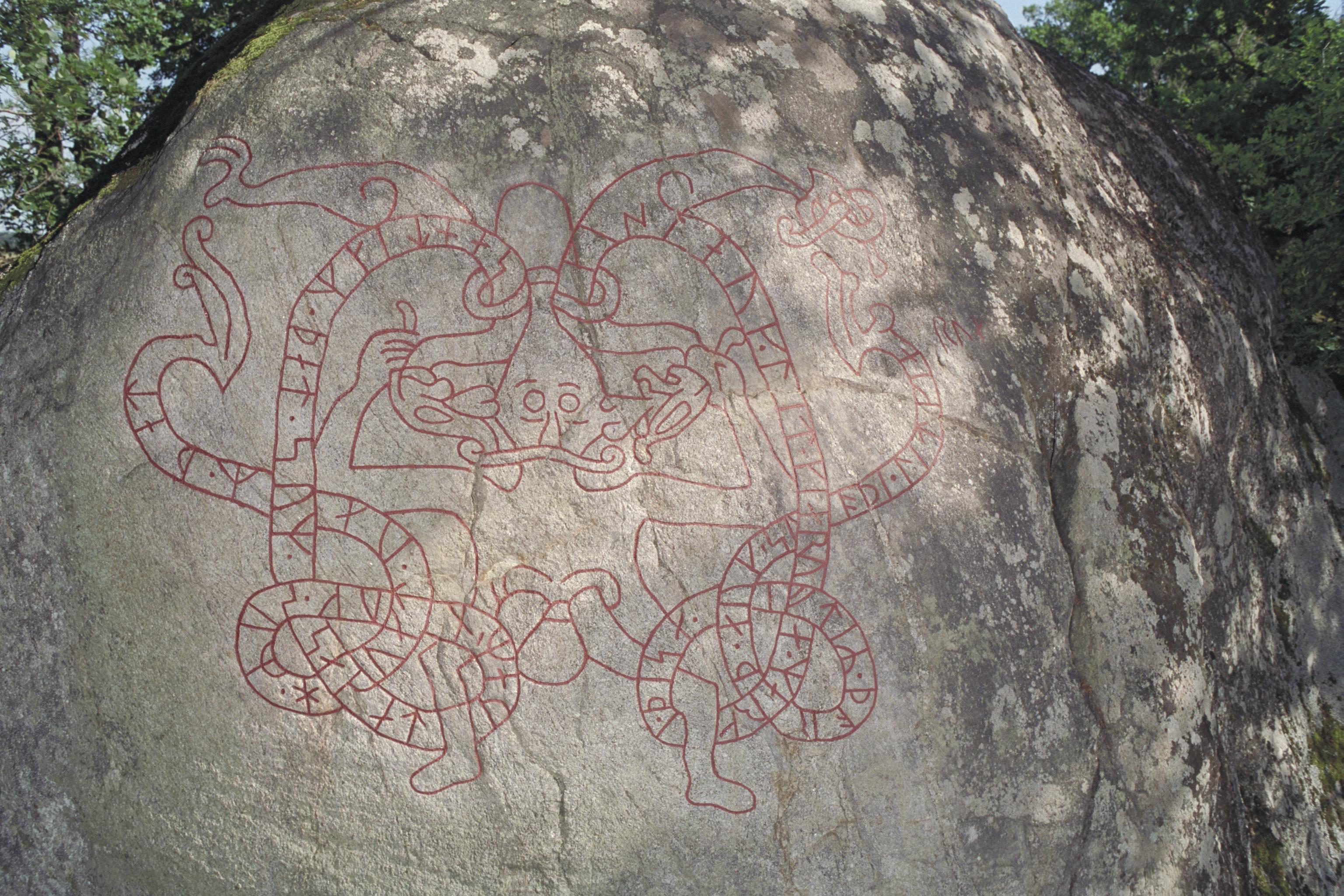
Gissle-stenen.

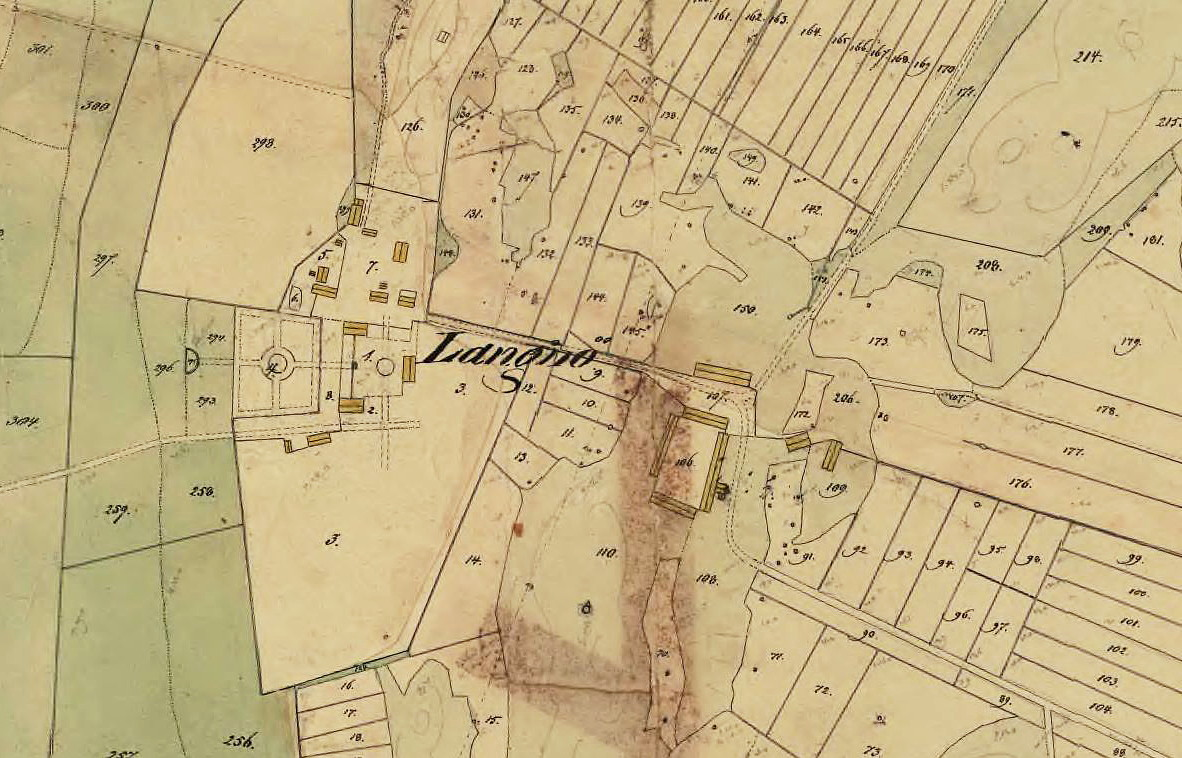
Lagnö gårds byggnader 1840-tal.

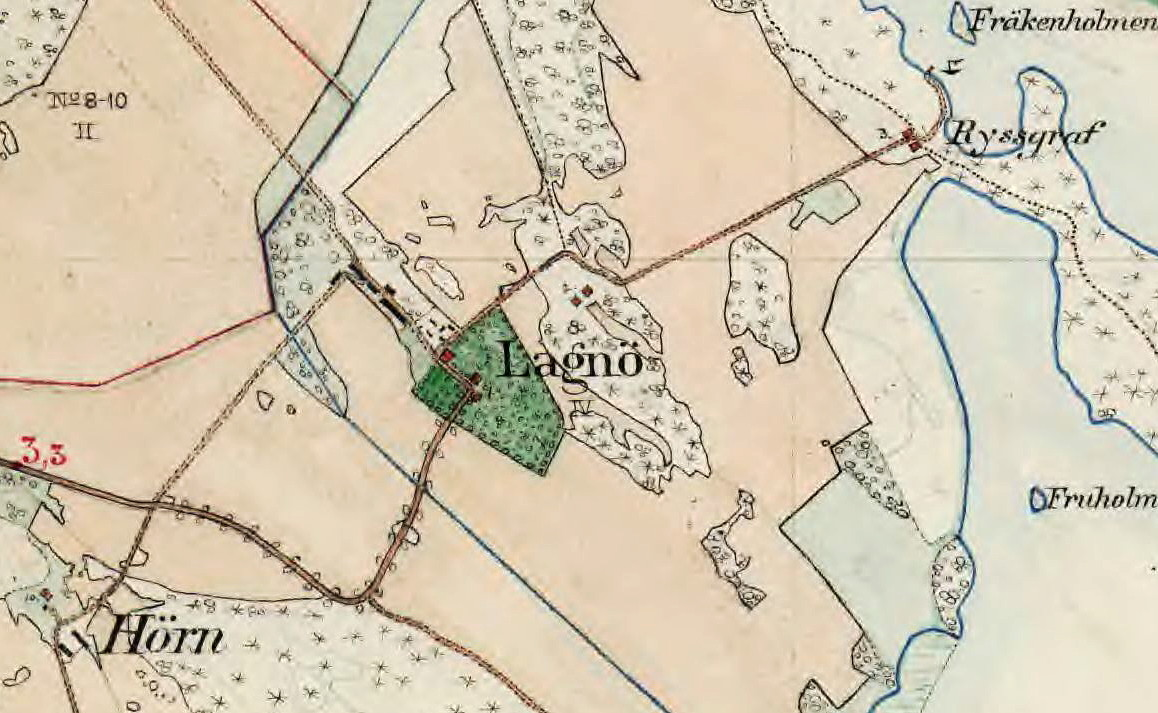
Lagnö, Häradsekonomiska kartan, 1900.

Platsen var bebodd redan under järnåldern som ett gravfält norr om gården och flera stensättningar väster om gården vittnar om. Cirka 1,5 kilometer väster om dagens gårdsbebyggelse återfinns den så kallade Gissle-stenen, en runhäll från vikingatiden.
Lagnö beskrivs som ett ”urgammalt herregods, tillhörigt ätten Ulv till början av 1400-talet”. Den siste av denna ätt som ägde Lagnö var riddaren Staffan Ulfsson Ulv den äldre till Lagnö och Stenstad, gift i första giftet med en dotter till Harald Ernilsson Gren och i andra giftet med Iliana Åkesdotter Bååt. Lagnö var ättens sätesgård som övertogs 1412 av dottern från det första äktenskapet, Ramborg Staffansdotter Ulv. Hon var gift med Ödgisle Sunesson Lillie (Lillie af Greger Matssons ätt) och på det viset kom Lagnö att ägas av denna släkt genom sonen Matthias (Mats) Ödgislesson Lillie. Han var häradshövding i Selebo härad (Södermanland) 1418-1440 och avled 2 augusti 1442 som ståthållare på Åbo slott.
Därefter övergick egendomen genom gifte med Bengta Matthisdotter Lillie (död 1452) till riksrådet Erik Axelsson (Tott). Han fann sin sista vila vid Aspö kyrka. Efter Erik Axelssons död 1481 övergick godset till kyrkomannen Erik Trolle, gift med Ingeborg Tott. Hon och tre av hennes barn drunknade i Mälaren 1495 på en resa till Lagnö. Sonen Gustaf Trolle var kvar i Strängnäs och överlevde därför katastrofen. Han blev så småningom präst och ärkebiskop av Uppsala stift. Efter Erik Trolles död omkring 1530 ärvdes Lagnö av dottern Ingeborg som gifte sig år 1544 med kammarjunkaren och krigskommissarien Nils Eriksson Ryning, herre till Gimmersta och Tyresö. Nils Ryning var son till Erik Bengtsson Ryning, vilken var en av de avrättade vid Stockholms blodbad i november 1520. En process iscensatt av Gustaf Trolle, under anklagelsen om kätteri.
I mitten av 1600-talet kom godset i landshövdingen Bengt Bagges (1594-1660) ägo. Efter honom ärvdes Lagnö av hans söner Nils och Peder Bagge. De innehade samtidigt närbelägna Säby gård. Lagnö vandrade vidare i släkten och från och med 1712 ägdes gården av friherren Eric Wrangel af Lindeberg och efter honom av sonen friherren Carl Otto Wrangel (1723-1775). Han behöll Säby (som stannade i släkten Wrangel fram till 1977) men sålde Lagnö till sin dotter Sophia Benedikta Wrangel och hennes man kanslisten Ingemund Lilliestråle (1764-1828). 
Efter dennes död ärvdes Lagnö av äldste sonen löjtnant Wilhelm Lilliestråle och sedan av dennes barn Richard, Sophia Wilhelmina och Hedvig Ulrika Wilhelmina. Sophia Wilhelmina sålde sedan sin andel och på 1870-talet ägdes Lagnö av Richard Lilliestråle och dennes syster Hedvig, gift 1857 med Carl Arvid Klingspor.
Familjen Oscar Svensson drev gården vid sekelskiftet 1900 och ett tiotal år framåt. År 1918 var Gustaf Eliasson ägare till Lagnö. Han sålde Lagnö trädgård nr 1 och Lagnö äng nr 1. På 1920-talet ägdes Lagnö av godsägaren Sven August Löfgren från Borås som lät stycka egendomen 1924. Idag (2018) bor familjerna Marjasin och Eriksson på Lagnö säteri.

## Historiska bilder

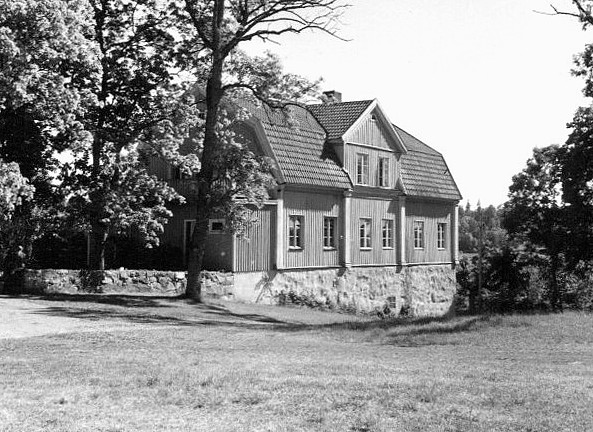
Lagnö gårds huvudbyggnad (norra flygeln) på 1960-talet.
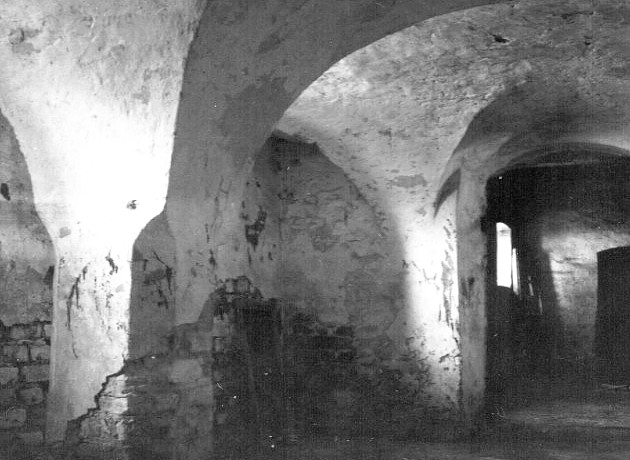
Källarvalven under norra flygeln
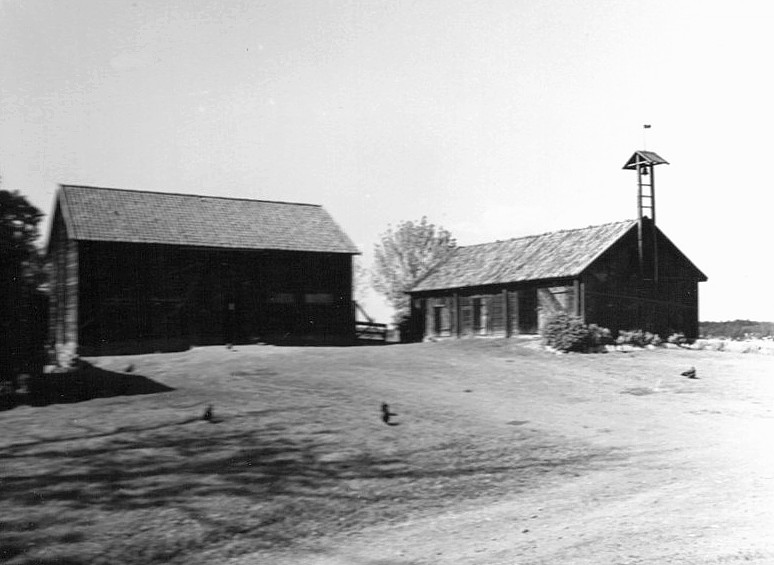
Gårdens ekonomibyggnader, 1960
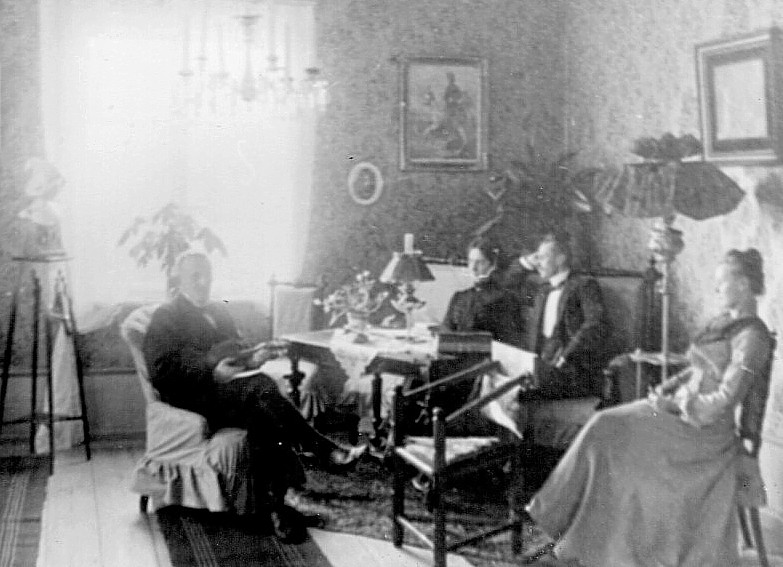
Familjen Svensson i salongen 1902